# Caesia micrantha
Caesia micrantha är en grästrädsväxtart som beskrevs av John Lindley. Caesia micrantha ingår i släktet Caesia och familjen grästrädsväxter. Inga underarter finns listade i Catalogue of Life.